# L.A. Street Racing
L.A. Street Racing es un videojuego de carreras, desarrollado por Invictus Games y publicado por Groove Games exclusivamente para Microsoft Windows. Fue lanzado el 1 de diciembre de 2006 en Europa y el 28 de mayo de 2007 en Norteamérica. Fue relanzado en junio de 2008 por City Interactive bajo el título Overspeed: High Performance Street Racing, como un juego a bajo precio.

## Sinopsis
Matt Peacock es el mejor piloto de carreras en la clandestinidad de L.A. y quieres quitarle ese título. Pero, por supuesto, lo mejor de lo mejor no compite con un recién llegado, por lo que debe subir su carrera desde el lugar 61.

## Jugabilidad
Al comienzo del juego, eliges uno de los dos autos disponibles y luego vas y esperas en el COOL Market a que lleguen los concursantes. Una vez que llega alguien dispuesto a competir, tienes la opción de ajustar partes de tu oponente para las que puedas competir. Antes de todas las carreras, debes apostar al menos un artículo para comenzar la carrera y, dado que no puedes guardar el juego manualmente, perder una parte significa que debes volver a ganarlo.
Cada parte de su automóvil (motor, nitro, etc.) se puede mejorar en varios niveles y una vez que haya reunido todas las partes del mismo nivel, puede hacer una carrera de resbalón rosa en la que el oponente apuesta su automóvil. Perder esa carrera le costará cada pieza de ajuste que haya recogido para su automóvil. Las partes que gana están limitadas al automóvil con el que las gana, por lo que no puede intercambiarlas entre automóviles. Si coloca partes de diferentes niveles en su automóvil, el manejo disminuirá, por lo que debe decidir si es conveniente obtener la potencia del motor de nivel 3 si eso empeora mucho el manejo del automóvil.
La lista de clasificación se divide en cuatro niveles de prestigio y cada nivel tiene su propia ubicación inicial. Por ejemplo, si vas al Village Motel, necesitas prestigio de nivel 4 para competir o de lo contrario te enviarán lejos. Lo mismo sucede cuando estás en el nivel 2 y esperas en el COOL Market porque eres demasiado poderoso para ellos.
Las raíces mismas tienen lugar en las calles marcadas de Los Ángeles por la noche. Los autos se manejan de manera más realista que los de Need for Speed: Carbon, lo que significa que no puedes volar a través de las curvas quitando el pie de la aceleración por un segundo. Debe tener en cuenta que su espalda se desplaza hacia el paisaje si toma la curva demasiado empinada, por ejemplo. Si conduce partes de la pista sin error, recibirá una pequeña recarga de nitro.
El juego cuenta con un modo en línea donde puedes conducir contra hasta otros siete jugadores.

## Recepción
IGN contempla el juego una puntuación de 6.5 por 10, iniciando, "La estructura para un juego de carreras muy cool está aquí, y seguramente la física de conducción está magnífica. Aun así mucho de le mira incompleto o insostenible. La IA necesita pulimiento, y la mejora de sistema está prometiendo aún defectuoso. Todavía, en su reducido precio de punto, LA Street Racing es una interesante, emocionante opción." 